# میسان، سند
میسان (به انگلیسی: Missan) یک منطقهٔ مسکونی در پاکستان است که در ناحیه تندو الله‌یار واقع شده‌است.